# Arta Dobroshi
Arta Dobroshi (Pristina, 2 de octubre de 1980) es una actriz albano-kosovar.  Adquirió notoriedad por su papel de Lorna en la película Le silence de Lorna, dirigida por los hermanos Dardenne y que se presentó en mayo de 2008 en el Festival de Cannes, donde fue galardonada con el premio al Mejor guion.

## Filmografía
- Syri magjik, de Kujtim Çashku (2005)
- Smutek paní Snajdrové, de Eno Milkani y Piro Milkani (2008)
- Le silence de Lorna, de los hermanos Dardenne (2008)
- Baby, de Daniel Mulloy (cortometraje, 2010)
- Late Bloomers, de Julie Gavras (2011)
- Trois mondes, de Catherine Corsini (2012)